# Bonifacio Ondó Edú
Bonifacio Ondó Edú-Aguong (Evinayong, Guinea Española, 1922 – Malabo, 5 de marzo de 1969) fue un político ecuatoguineano que fue el primer y único Presidente del Consejo de Gobierno Autónomo de la Guinea Española desde 1964 hasta la independencia de la colonia como Guinea Ecuatorial en 1968.

## Biografía
Nacido en el seno de una familia burguesa en la localidad de Evinayong en 1922, era un miembro de la etnia fang. Era tío de Leandro Mbomio Nsue. Fue catequista en la iglesia de Evinayong durante su juventud y ejerció como maestro en la Escuela Primaria de Misión San José. 
Se exilió en Gabón en octubre de 1959, donde organizó la Unión Popular de Liberación de Guinea Ecuatorial (UPLGE), en Libreville, con el apoyo del gobierno de Léon M'ba. 
Regresó a Guinea Ecuatorial en 1963, poco antes de la aprobación de la autonomía del territorio en diciembre de 1963, transformando la UPLGE en el Movimiento de Unión Nacional de Guinea Ecuatorial (MUNGE), partido de extrema derecha afín al régimen franquista y de ideología nacionalista que encontró apoyo entre gente conservadora partidaria de la ley y el orden. También recibió el apoyo de los guineanos más cercanos a la administración (como eran los funcionarios, los jefes tradicionales y en general las personas de mayor edad), los madereros, la Iglesia católica y los colonos, especialmente de los propietarios de fincas españoles. 
Fue nombrado presidente del gobierno autonómico el 1 de enero de 1964, y durante su gestión se llevaron a cabo algunas obras públicas como por ejemplo la construcción del puente sobre el río Mbini. Uno de sus proyectos más controvertidos fue el de los Poblados Concentrados, con el que pretendía concentrar a poblaciones pequeñas en núcleos mayores con el fin de facilitar la prestación de los servicios públicos a los ciudadanos.
Participó en la conferencia que elaboró la Constitución de Guinea Ecuatorial de 1968, siendo uno de los favoritos en las elecciones de septiembre de 1968 inmediatamente anteriores a la independencia del país, en las que quedó segundo, con 31 941 votos —primera vuelta— y 41 254 votos —segunda vuelta—. 
El 11 de octubre fue condecorado con la Gran Cruz de la Orden de Isabel la Católica en la embajada de España por Manuel Fraga.
Enfrentado a Francisco Macías, se exilió de nuevo en Gabón tras la independencia. Fue obligado por el presidente gabonés Omar Bongo a regresar al país a los pocos meses, siendo detenido en el Aeropuerto de Santa Isabel, sometido a arresto domiciliario y posteriormente encarcelado en la Prisión Playa Negra donde, según la versión oficial, se suicida el 5 de marzo de 1969. Durante esos días, su mujer también murió.
Su muerte fue comunicada a Macías —quien se encontraba en una gira por la Región Continental— a través de un telegrama por Teodoro Obiang, entonces oficial carcelero.
Alternativamente, se ha reportado que en realidad fue ejecutado bajo la acusación de planear un golpe de Estado.